# Gregory Brenes
Gregory Juel Brenes Obando (Alvarado, 21 april 1988) is een Costa Ricaans wielrenner die anno 2016 rijdt voor Coopenae Extralum.

## Overwinningen
2006
Costa Ricaans kampioen tijdrijden, Junioren
Costa Ricaans kampioen op de weg, Junioren
2008
Proloog Ronde van Chiriquí
13e etappe Ronde van Costa Rica
Eindklassement Ronde van Costa Rica
2009
Costa Ricaans kampioen tijdrijden, Beloften
Costa Ricaans kampioen op de weg, Beloften
Pan-Amerikaans kampioen tijdrijden, Beloften
1e etappe Ronde van Costa Rica (ploegentijdrit)
2010
9e etappe Ronde van Chiriquí
2011
5e en 11e etappe Ronde van Costa Rica
2012
Proloog Vuelta Mundo Maya
2013
4e etappe Ronde van Chiriquí (ploegentijdrit)
2015
1e etappe Joe Martin Stage Race

## Resultaten in voornaamste wedstrijden
| Jaar |  | WK op de weg |
| ---- |  | ------------ |
| 2013 |  | opgave       |

## Ploegen
- 2009 –  Continental Team Differdange
- 2010 –  Burgos 2016-Castilla y León
- 2011 –  Movistar Team
- 2012 –  Movistar Team
- 2013 –  Champion System Pro Cycling Team
- 2014 –  Jamis-Hagens Berman
- 2015 –  Jamis-Hagens Berman
- 2016 –  Coopenae Extralum

Anderson · Avery · Bell · Beyer · Brammeier · Butler · Feng · Friedemann · Gazvoda · Jang · Jiang · Jiao · Lewis · Liu · Nishizono · Ojavee · Othman · Roth · Schnaidt · Tang · Traksel · Wu · Xu · Brenes (stagiair) · Cheung (stagiair) · Smith (stagiair)
Alpízar · Betancourt · Brenes · Carballo · González · Jiménez · Mejía · Salas · Solano · B. Villalobos · R. Villalobos